# Grand Prix Austrii 2025
Grand Prix Austrii 2025, oficjalnie Formula 1 MSC Cruises Austrian Grand Prix 2025 – jedenasta runda Mistrzostw Świata Formuły 1 w sezonie 2025. Grand Prix odbyło się w dniach 27–29 czerwca 2025 na torze Red Bull Ring w Spielbergu. Wyścig wygrał Lando Norris (McLaren), a na podium stanęli kolejno: Oscar Piastri (McLaren) i Charles Leclerc (Ferrari).

## Lista startowa
Na niebieskim tle kierowcy biorący udział jedynie w piątkowych treningach.
| Nr          | Kierowca              | Zespół                             | Samochód                          | Silnik              | Opony |
| ----------- | --------------------- | ---------------------------------- | --------------------------------- | ------------------- | ----- |
| 1           | Max Verstappen        | Oracle Red Bull Racing             | Red Bull Racing RB21              | Honda RBPTH002      | P     |
| 4           | Lando Norris          | McLaren Formula 1 Team             | McLaren MCL39                     | Mercedes-AMG F1 M16 | P     |
| 5           | Gabriel Bortoleto     | Stake F1 Team Kick Sauber          | Kick Sauber C45                   | Ferrari 066/12      | P     |
| 6           | Isack Hadjar          | Visa Cash App Racing Bulls F1 Team | Racing Bulls VCARB 02             | Honda RBPTH002      | P     |
| 10          | Pierre Gasly          | BWT Alpine F1 Team                 | Alpine A525                       | Renault E-Tech RE25 | P     |
| 12          | Andrea Kimi Antonelli | Mercedes-AMG PETRONAS F1 Team      | Mercedes-AMG F1 W16 E Performance | Mercedes-AMG F1 M16 | P     |
| 14          | Fernando Alonso       | Aston Martin Aramco F1 Team        | Aston Martin AMR25                | Mercedes-AMG F1 M16 | P     |
| 16          | Charles Leclerc       | Scuderia Ferrari HP                | Ferrari SF-25                     | Ferrari 066/12      | P     |
| 18          | Lance Stroll          | Aston Martin Aramco F1 Team        | Aston Martin AMR25                | Mercedes-AMG F1 M16 | P     |
| 22          | Yūki Tsunoda          | Oracle Red Bull Racing             | Red Bull Racing RB21              | Honda RBPTH002      | P     |
| 23          | Alexander Albon       | Atlassian Williams Racing          | Williams FW47                     | Mercedes-AMG F1 M16 | P     |
| 27          | Nico Hülkenberg       | Stake F1 Team Kick Sauber          | Kick Sauber C45                   | Ferrari 066/12      | P     |
| 30          | Liam Lawson           | Visa Cash App Racing Bulls F1 Team | Racing Bulls VCARB 02             | Honda RBPTH002      | P     |
| 31          | Esteban Ocon          | MoneyGram Haas F1 Team             | Haas VF-25                        | Ferrari 066/12      | P     |
| 38          | Dino Beganovic        | Scuderia Ferrari HP                | Ferrari SF-25                     | Ferrari 066/12      | P     |
| 43          | Franco Colapinto      | BWT Alpine F1 Team                 | Alpine A525                       | Renault E-Tech RE25 | P     |
| 44          | Lewis Hamilton        | Scuderia Ferrari HP                | Ferrari SF-25                     | Ferrari 066/12      | P     |
| 55          | Carlos Sainz Jr.      | Atlassian Williams Racing          | Williams FW47                     | Mercedes-AMG F1 M16 | P     |
| 63          | George Russell        | Mercedes-AMG PETRONAS F1 Team      | Mercedes-AMG F1 W16 E Performance | Mercedes-AMG F1 M16 | P     |
| 81          | Oscar Piastri         | McLaren Formula 1 Team             | McLaren MCL39                     | Mercedes-AMG F1 M16 | P     |
| 87          | Oliver Bearman        | MoneyGram Haas F1 Team             | Haas VF-25                        | Ferrari 066/12      | P     |
| 89          | Alex Dunne            | McLaren Formula 1 Team             | McLaren MCL39                     | Mercedes-AMG F1 M16 | P     |
| Źródło: FIA |                       |                                    |                                   |                     |       |

## Wyniki

### Najlepsze czasy sesji treningowych
| Sesja       | Nr | Kierowca       | Konstruktor      | Czas     | Okr. |
| ----------- | -- | -------------- | ---------------- | -------- | ---- |
| 1           | 63 | George Russell | Mercedes         | 1:05,542 | 34   |
| 2           | 4  | Lando Norris   | McLaren-Mercedes | 1:04,580 | 35   |
| 3           | 4  | Lando Norris   | McLaren-Mercedes | 1:04,324 | 21   |
| Źródło: FIA |    |                |                  |          |      |

### Kwalifikacje
| P                    | Nr | Kierowca              | Konstruktor                  | Czasy w kwalifikacjach | Czasy w kwalifikacjach | Czasy w kwalifikacjach | Poz. s. |
| P                    | Nr | Kierowca              | Konstruktor                  | Q1                     | Q2                     | Q3                     | Poz. s. |
| -------------------- | -- | --------------------- | ---------------------------- | ---------------------- | ---------------------- | ---------------------- | ------- |
| 1                    | 4  | Lando Norris          | McLaren-Mercedes             | 1:04,672               | 1:04,410               | 1:03,971               | 1       |
| 2                    | 16 | Charles Leclerc       | Ferrari                      | 1:05,197               | 1:04,734               | 1:04,492               | 2       |
| 3                    | 81 | Oscar Piastri         | McLaren-Mercedes             | 1:04,966               | 1:04,556               | 1:04,554               | 3       |
| 4                    | 44 | Lewis Hamilton        | Ferrari                      | 1:05,115               | 1:04,896               | 1:04,582               | 4       |
| 5                    | 63 | George Russell        | Mercedes                     | 1:05,189               | 1:04,860               | 1:04,763               | 5       |
| 6                    | 30 | Liam Lawson           | Racing Bulls-Honda RBPT      | 1:05,017               | 1:05,041               | 1:04,926               | 6       |
| 7                    | 1  | Max Verstappen        | Red Bull Racing-Honda RBPT   | 1:05,106               | 1:04,836               | 1:04,929               | 7       |
| 8                    | 5  | Gabriel Bortoleto     | Kick Sauber-Ferrari          | 1:05,123               | 1:04,846               | 1:05,132               | 8       |
| 9                    | 12 | Andrea Kimi Antonelli | Mercedes                     | 1:05,178               | 1:05,052               | 1:05,276               | 9       |
| 10                   | 10 | Pierre Gasly          | Alpine-Renault               | 1:05,054               | 1:04,846               | 1:05,649               | 10      |
| 11                   | 14 | Fernando Alonso       | Aston Martin Aramco-Mercedes | 1:05,197               | 1:05,128               |                        | 11      |
| 12                   | 23 | Alexander Albon       | Williams-Mercedes            | 1:05,143               | 1:05,205               |                        | 12      |
| 13                   | 6  | Isack Hadjar          | Racing Bulls-Honda RBPT      | 1:05,063               | 1:05,226               |                        | 13      |
| 14                   | 43 | Franco Colapinto      | Alpine-Renault               | 1:05,278               | 1:05,288               |                        | 14      |
| 15                   | 87 | Oliver Bearman        | Haas-Ferrari                 | 1:05,218               | 1:05,312               |                        | 15      |
| 16                   | 18 | Lance Stroll          | Aston Martin Aramco-Mercedes | 1:05,329               |                        |                        | 16      |
| 17                   | 31 | Esteban Ocon          | Haas-Ferrari                 | 1:05,364               |                        |                        | 17      |
| 18                   | 22 | Yūki Tsunoda          | Red Bull Racing-Honda RBPT   | 1:05,369               |                        |                        | 18      |
| 19                   | 55 | Carlos Sainz Jr.      | Williams-Mercedes            | 1:05,582               |                        |                        | 19      |
| 20                   | 27 | Nico Hülkenberg       | Kick Sauber-Ferrari          | 1:05,606               |                        |                        | 20      |
| 107% czasu: 1:09,199 |    |                       |                              |                        |                        |                        |         |
| Źródło: FIA          |    |                       |                              |                        |                        |                        |         |

### Wyścig
Wyścig odbył się 29 czerwca 2025 roku i pierwotnie miał rozpocząć się o godzinie 15:00 czasu lokalnego (UTC+2), jednakże start został opóźniony do 15:15, ponieważ Carlos Sainz Jr. utknął na pierwszym biegu podczas okrążenia formującego. Wyścig miał liczyć 71 okrążeń, ale został skrócony o jedno okrążenie z powodu przerwanej procedury startowej.
| P           | Nr | Kierowca              | Konstruktor                  | Okr. | Czas         | Poz. s. | +/−       | Punkty |
| ----------- | -- | --------------------- | ---------------------------- | ---- | ------------ | ------- | --------- | ------ |
| 1           | 4  | Lando Norris          | McLaren-Mercedes             | 70   | 1:23:47,693  | 1       | Bez zmian | 25     |
| 2           | 81 | Oscar Piastri         | McLaren-Mercedes             | 70   | +2,695       | 3       | 1         | 18     |
| 3           | 16 | Charles Leclerc       | Ferrari                      | 70   | +19,820      | 2       | 1         | 15     |
| 4           | 44 | Lewis Hamilton        | Ferrari                      | 70   | +29,020      | 4       | Bez zmian | 12     |
| 5           | 63 | George Russell        | Mercedes                     | 70   | +62,396      | 5       | Bez zmian | 10     |
| 6           | 30 | Liam Lawson           | Racing Bulls-Honda RBPT      | 70   | +67,754      | 6       | Bez zmian | 8      |
| 7           | 14 | Fernando Alonso       | Aston Martin Aramco-Mercedes | 69   | +1 okrążenie | 11      | 4         | 6      |
| 8           | 5  | Gabriel Bortoleto     | Kick Sauber-Ferrari          | 69   | +1 okrążenie | 8       | Bez zmian | 4      |
| 9           | 27 | Nico Hülkenberg       | Kick Sauber-Ferrari          | 69   | +1 okrążenie | 20      | 11        | 2      |
| 10          | 31 | Esteban Ocon          | Haas-Ferrari                 | 69   | +1 okrążenie | 17      | 7         | 1      |
| 11          | 87 | Oliver Bearman        | Haas-Ferrari                 | 69   | +1 okrążenie | 15      | 4         |        |
| 12          | 6  | Isack Hadjar          | Racing Bulls-Honda RBPT      | 69   | +1 okrążenie | 13      | 1         |        |
| 13          | 10 | Pierre Gasly          | Alpine-Renault               | 69   | +1 okrążenie | 10      | 3         |        |
| 14          | 18 | Lance Stroll          | Aston Martin Aramco-Mercedes | 69   | +1 okrążenie | 16      | 2         |        |
| 15          | 43 | Franco Colapinto      | Alpine-Renault               | 69   | +1 okrążenie | 14      | 1         |        |
| 16          | 22 | Yūki Tsunoda          | Red Bull Racing-Honda RBPT   | 68   | +2 okrążenia | 18      | 2         |        |
| NS          | 23 | Alexander Albon       | Williams-Mercedes            | 15   | NU (silnik)  | 12      |           |        |
| NS          | 1  | Max Verstappen        | Red Bull Racing-Honda RBPT   | 0    | NU (kolizja) | 7       |           |        |
| NS          | 12 | Andrea Kimi Antonelli | Mercedes                     | 0    | NU (kolizja) | 9       |           |        |
| NS          | 55 | Carlos Sainz Jr.      | Williams-Mercedes            | 0    | NW (hamulce) | –       |           |        |
| Źródło: FIA |    |                       |                              |      |              |         |           |        |

### Najszybsze okrążenie
| Nr          | Kierowca      | Konstruktor      | Czas     | Okr. |
| ----------- | ------------- | ---------------- | -------- | ---- |
| 81          | Oscar Piastri | McLaren-Mercedes | 1:07,924 | 59   |
| Źródło: FIA |               |                  |          |      |

### Prowadzenie w wyścigu
| Nr                              | Kierowca       | Konstruktor      | Okrążenia          | Suma |
| ------------------------------- | -------------- | ---------------- | ------------------ | ---- |
| 4                               | Lando Norris   | McLaren-Mercedes | 1–19, 26–51, 54–70 | 62   |
| 81                              | Oscar Piastri  | McLaren-Mercedes | 20–24, 52–53       | 7    |
| 44                              | Lewis Hamilton | Ferrari          | 25                 | 1    |
| \| Wykres \| \| ------ \| \| \| |                |                  |                    |      |
| Źródło: FIA                     |                |                  |                    |      |
| Wykres                          |                |                  |                    |      |
|                                 |                |                  |                    |      |

## Klasyfikacja po wyścigu

### Kierowcy
| P           | +/–       | Kierowca              | Zgł. | Punkty | P1 | P2 | P3 | PP | NO | NS | NU | NW | DK |
| ----------- | --------- | --------------------- | ---- | ------ | -- | -- | -- | -- | -- | -- | -- | -- | -- |
| 1           | Bez zmian | Oscar Piastri         | 11   | 216    | 5  | 1  | 3  | 4  | 3  | –  | –  | –  | –  |
| 2           | Bez zmian | Lando Norris          | 11   | 201    | 3  | 5  | 1  | 3  | 5  | –  | 1  | –  | –  |
| 3           | Bez zmian | Max Verstappen        | 11   | 155    | 2  | 3  | –  | 3  | 1  | 1  | 1  | –  | –  |
| 4           | Bez zmian | George Russell        | 11   | 146    | 1  | 1  | 3  | 1  | 1  | –  | –  | –  | –  |
| 5           | Bez zmian | Charles Leclerc       | 11   | 119    | –  | 1  | 3  | –  | –  | 1  | –  | –  | 1  |
| 6           | Bez zmian | Lewis Hamilton        | 11   | 91     | –  | –  | –  | –  | –  | 1  | –  | –  | 1  |
| 7           | Bez zmian | Andrea Kimi Antonelli | 11   | 63     | –  | –  | 1  | –  | 1  | 3  | 3  | –  | –  |
| 8           | Bez zmian | Alexander Albon       | 11   | 42     | –  | –  | –  | –  | –  | 3  | 3  | –  | –  |
| 9           | Bez zmian | Esteban Ocon          | 11   | 23     | –  | –  | –  | –  | –  | 1  | 1  | –  | –  |
| 10          | 1         | Nico Hülkenberg       | 11   | 22     | –  | –  | –  | –  | –  | 1  | –  | –  | 1  |
| 11          | 1         | Isack Hadjar          | 11   | 21     | –  | –  | –  | –  | –  | 1  | –  | 1  | –  |
| 12          | Bez zmian | Lance Stroll          | 10   | 14     | –  | –  | –  | –  | –  | –  | –  | –  | –  |
| 13          | 3         | Fernando Alonso       | 11   | 14     | –  | –  | –  | –  | –  | 3  | 3  | –  | –  |
| 14          | 1         | Carlos Sainz Jr.      | 11   | 13     | –  | –  | –  | –  | –  | 3  | 2  | 1  | –  |
| 15          | 3         | Liam Lawson           | 11   | 12     | –  | –  | –  | –  | –  | 3  | 3  | –  | –  |
| 16          | 2         | Pierre Gasly          | 11   | 11     | –  | –  | –  | –  | –  | 3  | 2  | –  | 1  |
| 17          | 2         | Yūki Tsunoda          | 11   | 10     | –  | –  | –  | –  | –  | 1  | 1  | –  | –  |
| 18          | 1         | Oliver Bearman        | 11   | 6      | –  | –  | –  | –  | –  | 1  | 1  | –  | –  |
| 19          | Bez zmian | Gabriel Bortoleto     | 11   | 4      | –  | –  | –  | –  | –  | 2  | 2  | –  | –  |
| 20          | Bez zmian | Franco Colapinto      | 5    | 0      | –  | –  | –  | –  | –  | –  | –  | –  | –  |
| 21          | Bez zmian | Jack Doohan           | 6    | 0      | –  | –  | –  | –  | –  | 2  | 2  | –  | –  |
| Źródło: FIA |           |                       |      |        |    |    |    |    |    |    |    |    |    |

### Konstruktorzy
| P           | +/–       | Konstruktor                  | Zgł. | Punkty | P1 | P2 | P3 | PP | NO | NS | NU | NW | DK |
| ----------- | --------- | ---------------------------- | ---- | ------ | -- | -- | -- | -- | -- | -- | -- | -- | -- |
| 1           | Bez zmian | McLaren-Mercedes             | 22   | 417    | 8  | 6  | 4  | 7  | 8  | –  | 1  | –  | –  |
| 2           | 1         | Ferrari                      | 22   | 210    | –  | 1  | 3  | –  | –  | 2  | –  | –  | 2  |
| 3           | 1         | Mercedes                     | 22   | 209    | 1  | 1  | 4  | 1  | 2  | 3  | 3  | –  | –  |
| 4           | Bez zmian | Red Bull Racing-Honda RBPT   | 22   | 162    | 2  | 3  | –  | 3  | 1  | 3  | 3  | –  | –  |
| 5           | Bez zmian | Williams-Mercedes            | 22   | 55     | –  | –  | –  | –  | –  | 6  | 5  | 1  | –  |
| 6           | 1         | Racing Bulls-Honda RBPT      | 22   | 36     | –  | –  | –  | –  | –  | 3  | 2  | 1  | –  |
| 7           | 1         | Haas-Ferrari                 | 22   | 29     | –  | –  | –  | –  | –  | 2  | 2  | –  | –  |
| 8           | Bez zmian | Aston Martin Aramco-Mercedes | 21   | 28     | –  | –  | –  | –  | –  | 3  | 3  | –  | –  |
| 9           | Bez zmian | Kick Sauber-Ferrari          | 22   | 26     | –  | –  | –  | –  | –  | 3  | 2  | –  | 1  |
| 10          | Bez zmian | Alpine-Renault               | 22   | 11     | –  | –  | –  | –  | –  | 5  | 4  | –  | 1  |
| Źródło: FIA |           |                              |      |        |    |    |    |    |    |    |    |    |    |